# 張保洛
張 保洛（ちょう ほらく、生没年不詳）は、中国の北魏末から北斉にかけての軍人。代郡の人。自身は南陽郡西鄂県の出身と称していた。

## 経歴
張保洛の家は代々賓客を好み、任侠を尊んで、北方の土地に知られた。六鎮の乱が起こると、保洛は人々を率いて南下し、葛栄に従って、領左右となった。永安元年（528年）、葛栄が敗れると、爾朱栄の下で統軍となり、揚烈将軍・奉車都尉に累進した。後に高歓に属して都督となり、紇豆陵歩藩を討った。
普泰元年（531年）、高歓が反爾朱氏の兵を起こすと、保洛はその幕下に入り、爾朱兆を広阿で討った。まもなく右将軍・中散大夫に転じた。中興2年（532年）、高歓の下で鄴城を包囲し、これを陥落させると、平南将軍・光禄大夫の位を受けた。高歓が韓陵の戦いで爾朱氏を破り、洛陽に入ると、保洛は安東将軍の位を加えられた。
永熙3年（534年）、北魏の孝武帝が高歓と険悪になると、儀同の賈顕智に済州におもむかせた。高歓は大都督の竇泰に滑台から渡河させて賈顕智をはばませ、保洛を竇泰の下の先鋒とした。
天平3年（536年）、万俟洛が東魏に降ると、高歓は保洛と諸将を派遣して道中の安全を確保させた。元象元年（538年）、保洛は大都督・西夏州刺史に任じられ、安武県伯に封じられた。蔚州刺史を代行した。武定年間、高歓に従って宇文泰と邙山で戦い、玉壁を包囲し、龍門を攻撃した。帰還すると、晋州に駐屯した。
武定5年（547年）、高澄が高歓の後を継ぐと、保洛は左廂大都督となった。後に晋州に出向して、征西将軍の号を加えられた。武定7年（549年）、西魏の王思政が潁川に入ると、東魏軍がこれを包囲したが勝利できなかった。高澄は保洛に楊志塢に駐屯させ、陽州と掎角の勢を成させた。潁川が平定されるとまもなく、保洛は梁州刺史に任じられた。
天保元年（550年）、北斉が建国されると、保洛は刺史のまま開府を加えられた。収奪が激しく、州の民衆や官吏に怨まれた。天保10年（559年）、滄州刺史として出向し、敷城郡王に封じられた。州における収奪のため、免官され、王爵を削られた。死去すると、前官を贈られ、本封を追復された。
子の張黙言が後を嗣ぎ、武平末年に衛将軍となった。

## 伝記資料
- 『北斉書』巻19 列伝第11
- 『北史』巻53 列伝第41